# El Jícaro (Nicaragua)
El Jícaro est une municipalité nicaraguayenne du département de Nueva Segovia au Nicaragua.